# 尤林齊
49°15′41″N 26°16′8″E / 49.26139°N 26.26889°E
尤林齊（烏克蘭語：Юринці）是位於烏克蘭西部的村莊，由赫梅利尼茨基州裡赫梅利尼茨基區的薩塔尼夫市鎮負責管轄。該村面積1.8平方公里，海拔高度325米，2001年人口785，人口密度每平方公里437.3人。